# 渔亭镇
渔亭镇，是中华人民共和国安徽省黄山市黟县下辖的一个乡镇级行政单位。
渔亭镇位于东经117°93′～117°99′，北纬29°47′～29°86′之间，隶属于安徽省黄山市黟县，东临休宁县齐云山镇、南枕祁门县凫峰乡、西依祁门县金字牌镇、北靠黟县碧阳镇。据《黟县志》载，渔亭为新安江水运最西的码头，自古为湖广与江浙货运的中转站之一，有“七省通衢”之美誉。宋太平兴国年间地理总志《太平寰宇记》中记载：“鱼亭山在县南三十五里，每岁西江鱼船至祈门县，舍舟登陆止此东水，次淹留待船，故曰鱼亭焉”，“鱼”与“渔”通假，被普遍认为是渔亭的地名来源。宋代设渔亭里，明代改为渔亭乡，至1984年改名渔亭镇至今。
渔亭镇隶属于黄山市黟县，位于黟县南部，距屯溪41km，县城12km，黄山风景区49km，世界文化遗产地西递11km、宏村24km。土地总面积69.3km2，辖6个村，1个社区，47个村民组，山场面积80400亩，森林覆盖率达82%，耕地面积10400亩，总人口1.1万人。集镇座落在漳河与渔亭河汇合处的河谷平原间。南北长约1.8公里，东西宽约0.6公里，海拔160米，地形起伏，丘陵环抱，北有海拔210米的渔亭山，南有海拔413米的复岩山。交通便捷，位置优越。省道慈张线贯穿东西，省道S218线和渔瑶公路连接南北，皖赣铁路纵贯全境，黟县火车站座落其间,新建的黄祁景高速公路在境内设有上下口。历史上是府县官路必经之道、商家必争之地，素有“七省通衢”之美誉。自2007年以来，全镇的财政收入连续四年突破千万元大关，固定资产投入达到2.6亿元，小城镇建设日新月异，2011年农民人均纯收入达7856元。1999年被省政府确定为省级重点中心镇，后又被列入黄山市特色村镇建设试点镇，2009年度被省委组织部授予“五个好”乡镇党委标兵称号，被省环境保护厅和省生态建设领导组办公室命名为“安徽省环境优美乡镇”称号。

## 渔亭名人
金邦正（1886—1946），字仲藩，金庆慈次子，出生于安徽省黟县渔亭镇玛川村。少时在天津严范孙氏家塾、北京税务学堂求学。严氏家塾后改为敬业中学堂，即南开中学。1909年秋，考取公费留美学生，进入美国康乃尔大学和李海大学，专攻森林学。1914年毕业，获林学硕士和理学士学位。期间，与留美学生胡适、任鸿隽、杨杏佛、过探先等发起组织“科学社”，并出版《科学》月刊，向国内介绍留学生情况及西方科学知识。回国，任安徽省立农业学校校长、农业实验场场长、森林局局长。1917年任北京国立农业学校校长。1920年出任清华学校（清华大学前身）校长。1922年率华北农民赴法国、比利时学习玻璃制造技术，继而创办秦皇岛耀华平板玻璃厂，任副总工程师。后，又任北平上海商业储蓄银行经理。1946年逝世，终年61岁.
欧阳道达（1893～1976）,原名欧阳邦华，黟县渔亭镇人。19 岁入苏州东吴大学预科学习，后考入北京大学。毕业后，任北大预科讲师和研究所助教。民国13 年（1924 年）11 月，参加“清室善后委员会”的清点清宫文物工作。民国22 年底，调任故宫博物院文献馆科长，后调任南京分院主任。“九一八”事变后，国民政府为了文物的安全，把最有价值的文物19557 箱，分五批运抵南京，欧阳道达为押运文物负责人之一。民国26 年7 月，抗日战争爆发，国民政府再次分三队转移文物第二队由欧阳道达负责。从南京启运，溯江而上，直至四川省乐山县安谷镇，欧阳道达任驻乐山办事处主任。乐山7 个文物库房，在他的严密防护下，珍贵的历史文物未曾受到损坏和遗失。抗日战争胜利后，全部运回南京。解放前夕，国民政府将2972 箱文物，分三批运往台湾，欧阳道达留守南京库房。当第三批文物刚出库后，欧阳道达立即组织人力将文物库门用钢筋混凝土封闭，保证了一万多箱文物的安全。南京解放，《新华日报》发表专题，表彰他保护国家文物的功绩。建国后，欧阳道达任故宫博物院南京分院办事处主任。1954 年调回北京，任故宫博物院档案馆主任。后故宫档案馆改为中国第一历史档案馆，设编辑研究组，由欧阳道达兼主任。同年12 月，加入九三学社。1959 年退休，担任顾问。1976 年在北京逝世。

## 行政区划
渔亭镇下辖以下地区：
团结社区、团结村、楠玛村、汪村、下阜村、考川村和桃源村。

## 中国传统村落
2013年8月，团结村被评为第二批中国传统村落。